# Serhi Ostapenko
Pour les articles homonymes, voir Ostapenko.

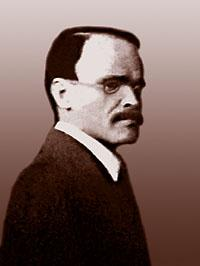
Serhiï Ostapenko

Serhy Stepanovytch Ostapenko (en ukrainien : Сергій Степанович Остапенко), né le 18 novembre 1881 en Volhynie et mort le 31 janvier 1938, est un homme d'État ukrainien, Premier ministre au sein du Directoire d'Ukraine de la république populaire ukrainienne. Sa fonction de premier ministre consista notamment à trouver un soutien militaire de l'Entente au mouvement national ukrainien.

## Biographie
En 1913, Serhy Ostapenko poursuivit ses études à l'Institut commercial de Kiev, où jusqu'en 1917, il travailla comme professeur. Il fut membre du Parti ukrainien des socialistes révolutionnaires.
En janvier 1918, Serhy Ostapenko en tant que conseiller économique du gouvernement de Vsevolod Holoubovytch conduit la Commission économique de la délégation ukrainienne aux négociations de paix à Brest-Litovsk. Durant l'Hetmanat de Pavlo Skoropadsky, Serhy Ostapenko travailla comme membre de la Commission économique de Serhy Cheloukhin, celle-ci participant à Kiev aux négociations de paix avec une délégation de la Russie soviétique. Le 29 janvier 1919, Serhy Ostapenko fut nommé ministre de l'économie au sein du premier gouvernement du Directoire, présidé par Volodymyr Tchekhivsky.
Par la suite, tous les espoirs du Directoire de l'Ukraine furent placés sur la poursuite des négociations avec l'Entente et pour satisfaire à cette dernière, un nouveau gouvernement avec comme premier ministre Serhy Ostapenko fut constitué. L'approbation de son cabinet fut conclu le 13 février 1919. L'Entente associant à tort le mouvement national ukrainien, largement représenté par des Partis socialistes, comme un groupuscule bolchévique, Serhy Ostapenko avait démissionné de son Parti politique tout comme le fit Simon Petlioura. Aussi le cabinet gouvernementale fut constitué principalement des représentants de partis libéraux-démocrates. Cet épisode affaibli grandement l'influence du Directoire auprès de la population ukrainienne.
Le 5 avril 1919, les Partis socialistes ukrainiens réunis soulevèrent la question de la démission du cabinet de Serhy Ostapenko tandis que ce dernier cherchait en priorité à trouver des alliés dans le cadre de la politique étrangère ukrainienne. Cette dernière n'aboutissant pas, Simon Petlioura publia un manifeste soulignant les mérites de la révolution ukrainienne. Le 9 avril 1919 l'ordre fut donné de mettre fin au cabinet de Serhy Ostapenko et le même jour, Borys Martos devint premier ministre du Directoire de la république populaire ukrainienne. La prédominance socialiste du gouvernement du Directoire d'Ukraine fut restaurée.
Après cela, Serhy Ostapenko revint à l'enseignement et pris la chaire de l'Université Kamianets-Podilskyï, donna des cours de statistique et de démographie. Plus tard il occupa des postes de professeur dans les établissements scolaires de Kharkiv. En 1931 il fut arrêté et déporté en camp de travail par les autorités soviétiques. Serhy Ostapenko publia plusieurs travaux scientifiques. Tout au long de sa vie, il resta attaché au domaine de l'économie et fut un vulgarisateur de la connaissance.